# Jan Książek (wachmistrz)
Jan Książek (ur. 5 listopada 1895 w Siedlaczowie, zm. 5 kwietnia 1920 pod Halczyńcem) – wachmistrz Wojska Polskiego, kawaler Orderu Virtuti Militari.

## Życiorys
Urodził się w rodzinie Jana i Władysławy z domu Dudzika. Po ukończeniu szkoły ludowej, zatrudnił się jako ogrodnik w Warszawie. W sierpniu 1914 zgłosił się do Legionów Polskich, tworzonych przez Józefa Piłsudskiego. Otrzymał przydział do 2 pułku ułanów. Po odzyskaniu przez Polskę niepodległości, wstąpił do Wojska Polskiego. Został wcielony do 1 szwadronu 9 pułku ułanów. Walczył w wojnie polsko-ukraińskiej a następnie polsko-bolszewickiej. Awansował do stopnia wachmistrza. Poległ 25 kwietnia 1920, w trakcie zagonu na Koziatyn, w potyczce pod Halczyńcem. Wykazał się bohaterstwem podczas ratowania koni szwadronu spod ognia bolszewickiego pociągu pancernego. W 1921 za ten czyn został odznaczony Krzyżem Srebrnym Orderu Wojskowego Virtuti Militari. Rodziny nie założył. 

## Ordery i odznaczenia
- Krzyż Srebrny Orderu Wojskowego Virtuti Militari nr 4335[2] – 1921[4]
- Krzyż Niepodległości – pośmiertnie, 9 listopada 1932 „za pracę w dziele odzyskania niepodległości”[5]